# Jože Natek
Jože Natek, koroško-slovenski zgodovinar, * ?.

## Odlikovanja in nagrade
Leta 2000 je prejel častni znak svobode Republike Slovenije z naslednjo utemeljitvijo: »za zasluge pri povezovanju koroških Slovencev z matično domovino«.